# Chinesische Nationalspiele 2013/Badminton
Bei den Chinesischen Nationalspielen 2013 wurden vom 1. bis zum 11. September
2013 in Liaoning im Badminton fünf Einzel- und zwei Teamwettbewerbe ausgetragen.

## Sieger und Platzierte
| Disziplin    | Gold | Silber | Bronze |
| ------------ | --- | --- | --- |
| Herreneinzel | Lin Dan (Volksbefreiungsarmee / Fujian) | Du Pengyu (Peking) | Chen Yuekun (Hubei) |
| Dameneinzel  | Li Xuerui (Chongqing / Volksbefreiungsarmee) | Liu Xin (Guangdong / Volksbefreiungsarmee)                                                                             | Han Li (Sichuan) |
| Herrendoppel | Guo Zhendong (Fujian) Hong Wei (Fujian) | Liu Cheng (Fujian) Liu Xiaolong (Fujian)                                                                               | Fu Haifeng (Guangdong) Zhang Zhijun (Guangdong) |
| Damendoppel  | Zhao Yunlei (Hubei) Wang Xiaoli (Hubei) | Cheng Shu (Jiangsu) Tang Jinhua (Jiangsu)                                                                              | Ma Jin (Shandong) Luo Yu (Shandong) |
| Mixed        | Lu Kai (Liaoning) Yu Yang (Liaoning) | Zhang Nan (Peking) Yu Xiaohan (Peking)                                                                                 | Xiong Shuai (Jiangxi / Volksbefreiungsarmee) Feng Chen (Fujian / Volksbefreiungsarmee) |
| Herrenteam   | Fujian Tian Houwei Guo Zhendong Hong Wei Liu Cheng Liu Xiaolong Huang Kaixiang Zhang Qi Zhou Zhe Yang Chen Chen Long                                                                                               | Jiangsu Xu Chen Li Yu Sun Junjie Tao Jiaming Chen Jin Guo Cheng Cai Yun Hu Qianyuan Qiu Yanbo Taojia Le                | Volksbefreiungsarmee Zhao Junpeng (Jiangxi) Lin Dan (Fujian) Li Jie (Fujian) Wang Tianyang (Sichuan) Zhou Yujie (Hunan) Xiang Xu (Hunan) Xiong Shuai (Jiangxi) Luo Cheng (Jiangxi) He Hanbin (Jiangxi) Wu Xin |
| Damenteam    | Volksbefreiungsarmee Wang Xin (Liaoning) Zheng Yu Li Xuerui (Chongqing) Pan Pan (Hebei) Jiang Yanjiao (Jiangsu) Liu Xin (Guangdong) Xiong Ru (Guangdong) Shen Yaying (Fujian) Jia Xiao (Fujian) Feng Chen (Fujian) | Jiangsu Hui Xirui Tang Jinhua Wang Yan Xiong Mengjing Shao Jiahui Lu Lan Wang Shixian He Bingjiao Sun Xiaoli Cheng Shu | Guangdong Sun Yu Yao Xue Zhong Qianxin Mei Qili Deng Xuan Ou Dongni Xiao Ting Xia Jingyun He Jiaxin Chen Qingchen                                                                                             |

## Medaillenspiegel
| Rang   | Land                 | Gold | Silber | Bronze | Gesamt | Punkte |
| ------ | -------------------- | ---- | ------ | ------ | ------ | ------ |
| 1      | Volksbefreiungsarmee | 3    | 1      | 2      | 6      | 78     |
| 1      | Fujian               | 3    | 1      | 0,5    | 4,5    | 83     |
| 2      | Hubei                | 1    | 0      | 1      | 2      | 28     |
| 3      | Liaoning             | 1    | 0      | 0      | 1      | 55,5   |
| 4      | Chongqing            | 1    | 0      | 0      | 1      | 19,5   |
| 5      | Jiangsu              | 0    | 3      | 0      | 3      | 69,5   |
| 6      | Peking               | 0    | 2      | 0      | 2      | 53     |
| 7      | Guangdong            | 0    | 1      | 2      | 3      | 75     |
| 8      | Shandong             | 0    | 0      | 1      | 1      | 35     |
| 9      | Sichuan              | 0    | 0      | 1      | 1      | 15     |
| 10     | Jiangxi              | 0    | 0      | 0,5    | 0,5    | 15     |
| 11     | Zhejiang             | 0    | 0      | 0      | 0      | 36     |
| 12     | Hunan                | 0    | 0      | 0      | 0      | 27     |
| 13     | Shanghai             | 0    | 0      | 0      | 0      | 7      |
| 13     | Hongkong             | 0    | 0      | 0      | 0      | 7      |
| 15     | Hebei                | 0    | 0      | 0      | 0      | 6,5    |
| 16     | Guangxi              | 0    | 0      | 0      | 0      | 6      |
| Gesamt | Gesamt               | 9    | 8      | 8      | 25     | 616    |